# Olof Hjorton
Olof Hjorton, född 7 november 1780 i Risinge församling, Östergötlands län, död 29 december 1873 i Tåby församling, Östergötlands län, var en svensk präst.

## Biografi
Olof Hjorton föddes 1780 på Kolstad i Risinge församling. Han var son till trädgårdsmästaren Olof Hjort och Maria Håkansdotter. Hjortons far blev sedan borgare i Norrköping. Hjorton blev höstterminen 1802 student vid Uppsala universitet och prästvigdes 7 december 1805. Han avlade pastoralexamen 26 februari 1812. Hjorton avlade prov på kyrkoherdebefattningen i Norrköpings Hedvigs församling 1813 och Västerviks församling 1815. Men blev kyrkoherde i Trehörna församling 28 maj 1817, tillträde direkt och sedan kyrkoherde i Tåby församling 24 april 1827, tillträde 1828. Han blev 24 april 1839 prost. Hjorton avled 1873 i Tåby församling.

### Familj
Hjorton gifte sig 8 juli 1817 med Clara Sophia Rendahl (1794–1817. Hon var dotter till kronobefallningsmannen Per Rendahl och Maria Wikbom i Bjälbo socken. De fick tillsammans barnen kyrkoherden Per Olivier Hjorton i Torpa församling, källarmästaren Carl August Hjorton (1820–1912) vid Sommen, Ulrica Wilhelmina Hjorton (1821–1893) som var gift med godsägaren Carl August Billsten i Tåby socken, Sophia Mathilda Hjorton (1821–1848), järnvägsbokhållaren Fredrik Wilhelm Hjorton (1824–1910), Adolph Philip Hjorton (1829–1830) och Maria Charlotta Hjorton (1832–1841).